# An・an
- an・an
- anan
- an an

『anan』（アンアン）は、マガジンハウス（旧・平凡出版）が毎週水曜日に発行する女性週刊誌・ファッション雑誌。
誌名は創刊当時モスクワ動物園で飼育されていたパンダの名で、パンダ好きで有名な黒柳徹子によって名付けられた。一般公募によって東北の男子高校生の案が選ばれたというのは間違いではないが、名前が決まるのは一般公募以前のことであり、この東北の男子高校生はそのことを知らず発案し偶然名前が被ってしまった。実際に、創刊当初の表紙にはパンダのマークが描かれていた。正式名称は『anan』中黒ナシ。ロゴの中黒はデザイン。
印刷証明付き平均発行部数は約14万部（2020年）。

## 概要
若年層をメインに中年層にも購読されるいわゆるファッション雑誌。話題提供の発信源として認知され、「デザイナーズブランド」「カラス族」「刈り上げヘア」「ハウスマヌカン」などというファッション系の流行語を数多く生んだ。1980年代には「スタイリスト」という職業に初めてスポットを当て、また、1990年代には男性や女性のヘアヌード写真を掲載して話題を呼んだ。ファッション・メイク、恋愛・セックス、ダイエット、映画、占い、マナーなど、20代の女性に関連する多くのテーマを扱い、また、グラビア誌として、旬の俳優・アイドル・タレント・スポーツ選手などを男女問わずに特集している。
商業誌の性格上、さまざまなジャンルにおいて購買意欲を向上させる記事が多いため、ファッションを評釈するためのいわゆる被服系モード誌とは異なる。現在は芸能・旅行などカルチャー関連の特集も多く、女性が興味を持つことならばなんでも取り上げる「雑食系」の総合週刊誌に成長している。

## 略歴
パイロット版である『平凡パンチ』女性版を経て、1970年3月に、フランスの女性向けファッション誌『ELLE』の日本語版『anan ELLE JAPON（アンアン エルジャポン）』として創刊。最盛期には約60万部を売り上げた。創刊当時の編集室は六本木に置かれたが、2年足らずで銀座の平凡出版本社に移転した。1971年に集英社が『non-no』を創刊すると部数は低下したが、女性向け情報誌としては高い人気を誇った。両誌による街や観光地特集や反響を呼び、雑誌片手に各地に押し寄せる読者たちは「アンノン族」と呼ばれ多くのファッションの流行を生んだ。1982年に平凡出版は新たに『ELLE』日本語版として『ELLE JAPON（エルジャポン）』を創刊し、『an・an』は独立したファッション雑誌となった。創刊時の発行回数は月2回だったが、1979年5月に月3回へ変更。さらに1981年8月には週刊化し、当初は金曜日発売だったが2001年8月22日発売の1279号から水曜日に変更、現在に至る。

## 歴史

### 1970年代
『an・an』の始まりは、『平凡パンチ』女性版という位置づけで始まった
。1969年、平凡出版社（現マガジンハウス）の岩堀喜之助と清水達雄専務が、パリへ向かい、フランスの女性週刊誌『ELLE』と提携契約を結んだ。1970年3月20日、『ELLE』のライセンスマガジンとして『anan ELLE JAPON（アンアン エルジャポン）』が創刊された。編集長に芝崎文、アートディレクターに堀内誠一を迎え、表紙には金髪の外国人モデルが起用された。
創刊号の表紙を飾ったのはミス・クリスチャン・ディオールの「MARITA」で、撮影は立木義浩。
創刊号の巻頭には駐日フランス大使が祝辞を寄せ、グラビアではファッションモデルの立川ユリがエールフランスのパリ行きの飛行機に乗り込む様子が描かれている。誌面には、澁澤龍彦訳の童話や、この8か月後に割腹自殺する三島由紀夫のエッセー、知的二枚目スターとして人気を博していた石坂浩二のグラビアが掲載された。
『anan』は創刊当時、赤字続きだった。女性誌で初めて星占いのページを設けたり、絵画の様な美しいアートディレクションが話題になりつつも、当時の一般女性が手にするには、あまりにも先鋭的であった。ファッションに敏感な六本木の本屋ですら立ち読みされる程度で、返本率は40%近くだった。同誌が本格的に部数を伸ばしていくのは、集英社が女性誌を徹底的に研究し、日本人女性に受けるように作った『non-no』が成功した1972年あたりからである。グラビア中心の女性誌が定着していった過程で、『anan』の人気も定着していった。
1970年代初期には、ほぼ毎号ヌード写真が掲載された。それはポルノ的なものではなく、モデルは男女関係なく登場し、裸そのものを問うような芸術的で政治色の強いものだった。例えば、立木義浩による「ファミリーヌード」シリーズである。当時活躍していたクリエイターやアーティストの男女カップルのヌードを立木が撮影する企画で、結成間もないサディスティック・ミカ・バンドの加藤和彦と加藤ミカも登場している。また、妊婦もヌードを披露している。1971年6月20日号では、未婚の母となることを発表し、世間から大バッシングを受けていた加賀まりこを全面的に応援し、立木によるヌードグラビア特集を組んでいる。また、1970年11月5日号から始まった「読者のお見合い写真でーす」という連載企画では、一般読者ですらヌードになっている。
この時期の『anan』は、ヌードだけではなく、あらゆるところで性的なものを肯定していた。例えば、ローリングストーンズのアメリカ公演を紹介した記事（1970年8月20日号）では、ミック・ジャガーを「スーパー・セックス人種」と位置づけ、彼の性器に言及。「ご主人と、毎日キスしてますか?」という特集（1971年1月5日号）では、有名人の妻に夫のセックスを採点してもらうアンケートを送りつけている。その中には佐藤栄作の妻佐藤寛子が含まれていたが、彼女は洒落っ気を交えた調子で「ノーコメントにいたします」と返している。1975年8月5日号では、「SEXYになるために……」という特集を組み、処女であるべきか、処女でなくなるべきかを悶々と考える女性の本音を告白。この頃から、男性有名人の意見が掲載されるようになり、同号の記事でも岡田眞澄、黒田征太郎、和田勉がコメントを寄せているが、編集者は次のページで「男の意見を聞いてみるほどアホらしいことはない」「勝手に好きなこと言いやがって」と一蹴している。加えて、ウーマンリブにも関心を寄せていた。1970年4月20日号の特集では「男をみな殺しにしろ!」と過激な見出しを付けて、アンディ・ウォーホルを拳銃で撃ったバレリー・ソラナスとその事件をきっかけに、ニューヨークで広まった女性運動を紹介する記事を掲載。ソラチネは過激なフェミニストとして知られており、「全男性抹殺団（S.C.U.M. /Society for Cutting Up Men）」のメンバーであった。誌面では、男性へのフォローを全く入れずに、S.C.U.M.の標語を語気を緩めることなく訳して紹介している。1973年3月20日号ではウーマンリブに無知な女性に向けて、リブグループの活動を紹介している。
1970年代の『anan』は、反体制的姿勢が目立つ。特にそれは薬物に対する感覚によく表れている。1970年8月20日号では、「あなたもマリファナすいたくない?」と提案。マリファナやLSDで逮捕される人を「運が悪い」、他人に迷惑がかからなければタバコより害がすくないため「別に悪いことだとわ思わないけど……」と述べ、大麻取締法違反容疑で逮捕され、裁判で反省の言葉を口にしたトッポこと加橋かつみに対する失望を露わにした。また、この記事の中で、警察を「ポリ公」、刑務所を「ブタ箱」呼ばわりしている。マリファナに関する記事は、他にも何度か登場し、1972年5月5日号には、NHK職員女性の「仕事が嫌になったので、インドかマウイ島にでも行って、マリファナとかLSDのドラッグをやって、ゆっくりのんびり暮らしたい」という投稿を掲載した。1972年2月にあさま山荘事件が起こると連合赤軍を非難する声明を発表するが、この年を境に雑誌は政治色を薄れさせていき、マリファナやベトナム戦争関連の記事が消えていった。
レズビアンに関する特集も多かった。1971年1月20日号では「今年はレズビアンを体験してみることに決めました」と宣言。同年4月20日号では、何組かの2人組の女性が登場し、その関係を語っている。その女性たちはレズビアンと公言しているわけではなく、あくまで「女性の友情」という括りである。その中に、当時の国民的スター歌手だった佐良直美が同級生のタカラジェンヌの女性と登場している。なお、佐良は1980年代に女性パートナーに関係を暴露され、スターの地位を失っている。
1979年5月5日、「さよならアンアン号」が発売された。来る1980年代に向けて1970年代を総括し、発売日をこれまでの月2回から1日、11日、21日として（日本初のテンデイズ・マガジン）、オールカラーの薄型になると宣言した。この号では、川久保玲、三宅一生、花井幸子、長新太、菊池武夫、安井かずみ、澁澤龍彦、横尾忠則といった本誌で活動してきた初期メンバーがコメントを寄せている。

### 1980年代
高度経済成長がピークに達し、バブルに向かっていた1980年代は、女性に遊びを楽しむこと推奨するとともに、労働にも目を向けた。1981年から始まった連載「女の職業」では、働く女性達を取材した女性目線のルポタージュを掲載。ツアーコンダクター、レポーター、イラストレーター、スタイリスト、ファッションモデルなど当時多くの女性の憧れの職業とされていた「カタカナ職業」の女性たちを中心に紹介した。1983年10月7日号では、アパレルを中心とした50社近い会社の求人情報を掲載し、広告・マスコミ・外資系企業の転職情報、女子大生の為の就職情報の特集を組んでいる。
1980年代に入ると、『anan』はセックス特集でアイドルを解禁した。最先端のファッション誌を標榜する雑誌にとって、大衆の欲望そのものであるアイドルは不釣り合いで、『an・an』はアイドルを意識的に排除してきた。しかし、1980年代を超えたあたりから、テレビ番組で活躍するアイドルが登場するようになった。大々的なセックス特集を組んだ1983年5月6日・13日合併号では、表紙に郷ひろみを起用。郷は全裸を披露したわけではないし、ヘアーの露出があったわけでもないが、トランクス1枚にカーディガンを羽織っただけの姿で横たわっており、当時のスーパースターがセックスを想像させるようなポーズをとっているのが画期的であった。また、同号の「妙に刺激的な男たちのハダカ鑑賞!」というコーナーでは、渡辺徹が女性に水をかけられびしょ濡れになった姿を披露。更に、伊藤敏八、伊東たけし、井上純一、広岡瞬がヌードになっている。また結成したてのとんねるずも登場しているが、彼らは『an・an』において一糸まとわぬ「完璧な全裸で登場した史上初めてのタレント」となった。
1983年5月6日・13日合併号では、当時ポルノ女優だった美保純を肯定的に大きく取り上げた。1985年4月5日号では、1980年代に流行していた裏ビデオ『洗濯屋ケンちゃん』に出演していた男優へのロングインタビューに成功している。また同号のセックス特集で、読者アンケートによる「このひとならSEXしてもいい、SEXしたい男ベスト10」を発表する。これは、後の「抱かれたい男ランキング」の前身企画である。なお、第1回の「SEXしたい男」の人選は以下の通りである。
| 1. 山﨑努 2. 明石家さんま 3. マット・ディロン 4. 藤竜也 5. 吉川晃司 1. 舘ひろし 2. 郷ひろみ 3. 天宮良 4. 萩原健一 5. 所ジョージ |

1989年4月14日号のセックス特集で「セックスで、きれいになる。」を発表（表紙イラストは金子國義）。それまでセックス特集を組む女性誌も女性向けエロ本も多数あったが、『an・an』が革新的だったのは「きれいになる」ことを打ち出したことだった。内容は、綺麗になる為の化粧品特集や産婦人科医による避妊方法の紹介、性感染症を表にして分かりやすく解説したページ、自慰の勧め、膣の鍛え方など今の女性誌のセックス特集の基礎となるものが全てつまっていた。また、岡崎京子、南美希子、群ようこなど人気漫画家や作家などがセックスを語り、AV女優の黒木香を招いた悩み相談のコーナーも設けられた。読者アンケートでは、読者100人が自分のセックス観を淡々と語っている。この「セックスで、きれいになる。」は、賛否両論の評価を受けた。10代女性のセックス観に大きな影響を与える一方で、男性週刊誌は野卑な調子で紹介し、女性文化人たちは「打算的だ」と批判的な意見をテレビ番組や雑誌のコラムで発表した。

### 1990年代
1991年5月3日・11日合併号の「セックスで、きれいになる。」Part3にて、篠山紀信撮影による本木雅弘のヘアヌードが掲載された。男性アイドルのヘアヌード写真の掲載はこれは初めてであった。1992年10月2日号で、「きれいな裸」と題し、篠山紀信が読者のヌードを撮影する企画を打ち上げた。『an・an』では1970年代にも読者がヌードになっているのだが、この企画は「女性誌史上初の読者ヌード企画」と銘打たれた。前年に女優の宮沢りえの写真集『Santa Fe』が発表されたことが影響したのか、この企画には1626名が応募し、19人の女性が選ばれた。この企画の巻頭には、林真理子がエッセーを寄せている。
1994年12月30日・1995年1月6日合併号の「セックスで、きれいになる。」では、巻頭グラビアで松雪泰子と保阪尚希を起用。2人は本物のカップルで、グラビアではパジャマ姿でキスをしたり、保坂が松雪の胸に触っている。当時、結婚していない芸能人カップルが一緒に仕事をすることが珍しかったため、このグラビアは話題を呼んだ。特集では「カッコいい女は、SEXも上手い!」と題し、「セックスが上手い女は遊んでいる」「男のセックスの上手さは勲章、女は快感を味わってはいけない」というセックスにおける男女差別や偏見に切り込んでいる。なお、この号ではテクニックについての具体的なマニュアルは一切掲載されておらず、女性自身が主体的にセックスを楽しむ格好良さを説いている。
1997年6月20日号で初めて「愛のあるセックス」というテーマでセックス特集を組む。それは『an・an』が、それまで声高には主張してこなかったことだが、この頃から幾度も特集で「愛のあるセックス」が連呼されるようになる。1997年に起きた東電OL殺人事件や社会問題化していた女子高校生の援助交際が影響したのかも知れない。また、この頃から、これまで『an・an』が紹介したことのない本格的なハウツーテクニックがページを占めるようになる。例えば1997年、1998年のセックス特集では漫画家のさかもと未明がフェラチオ、アニリングス、体位について具体的に指南している。これ以来、同誌は以降10年にわたり高度で緻密なセックスマニュアルが載った実用書として機能していくこととなる。1999年には頻繁に恋愛特集が組まれた。

### 2000年代
1989年から続いたセックス特集「セックスで、きれいになる。」が2000年に終了。2000年から2003年まで頻繁に恋愛特集が組まれており、それは、これまでの読者の恋愛観を問い直すようなものではなく、恋愛で「勝ち組」になるための具体的で細かい恋愛技術を指南したものである。この間、セックス特集は行われなかったが、恋愛特集のなかでは頻繁に取り上げられている。この頃は、セックスを「恋愛の最終兵器」と位置づけ、テクニックから心構えまで細かく指導している。この時期には、『愛人の掟』でブレイクしていた梅田みかが頻繁に登場している。2003年9月に、「恋に効くセックス」でセックス特集を再開した。
2000年代後半に入るとセックス特集では、カップルでともに向上することの大切さを説いた自己啓発的要素が強くなってくる。2006年5月24日号のセックス特集では、AV女優の夏目ナナ主演のアダルトDVDが付録についた。2008年8月6日号のセックス特集では、女性に好評なセックステクニックを男性に教える特集を組み、更にそのページをそのまま切り取って、冊子としてプレゼントできるという試みを行った。特集では、AV女優の夏目ナナと作家の酒井あゆみが女性の立場からコメントしている。2009年8月5日号では、AV女優原紗央莉を主演にしたDVDが付録になった。

### 2010年代
2015年6月10日号では、創刊以来初となる猫特集「にゃんこ♥LOVE」を組んだ。これは好評で、2019年時点で第6弾まで特集が組まれている。
2016年8月24日号のセックス特集では、1989年当時の原点に戻り「SEXでキレイになる。」を特集した（表紙は指原莉乃）。
2017年12月6日号では、創刊以来初となるアニメ・2.5次元ミュージカル特集を組んだ。

### 2020年代
2023年5月10日号（No.2346）では、関ジャニ∞とキャンジャニ∞（女装した関ジャニ∞）を表紙に迎え、創刊以来初となる「片観音を開くとメンバー全員が一堂に会した一枚絵になる」という形での見開きワイド表紙となった。

## 節目の号に表紙を飾った人物
| 号数                          | 日号             | 表紙                                     |
| ----------------------------- | ---------------- | ---------------------------------------- |
| 創刊号                        | 1970年3月20日号  | MARITA（ミス・クリスチャン・ディオール） |
| 1000号                        | 1995年12月22日号 | 小泉今日子                               |
| 1207号 (創刊30周年記念特別号) | 2000年3月10日号  | 木村拓哉                                 |
| 2000号                        | 2016年4月20日号  | 嵐                                       |
| 2191号 (創刊50周年記念特別号) | 2020年3月11日号  | King & Prince                            |

## 各種キャラクターの表紙
2014年5月28日号では「漫画で復活! 好きな男、抱かれたい男」という特集が組まれ、6作品の漫画の登場人物が表紙を飾った。
2016年5月18日号では、アニメ『おそ松さん』の登場人物である六つ子が表紙を飾った。an・anの表紙をアニメの登場人物が（単独で）飾ったのは、創刊以来初めてであった。六つ子は2017年11月22日号でも表紙を飾り、2020年3月11日号時点で2度以上表紙を飾った唯一のアニメの登場人物になっている。2017年3月14日には、『おそ松さん』に特化した別冊『anan特別編集「おそ松さん」SPECIAL BOOK』が、2019年4月3日には『anan特別編集「えいがのおそ松さん」OFFICIAL BOOK』が発行されており、いずれも六つ子が表紙を飾っている。
2018年8月8日号ではゲーム『A3!』の登場人物である皇天馬が裏表紙を飾った。2019年5月18日号ではサンエックスのキャラクターであるリラックマが裏表紙を飾った。2019年6月19日号では『ヒプノシスマイク』の登場人物が裏表紙を飾り、2019年8月7日号では『天気の子』の登場人物が表紙を飾っている。
2020年7月15日号では『攻殻機動隊』の登場人物である草薙素子が表紙を飾った。同年10月28日号では『鬼滅の刃』の登場人物である竈門炭治郎と煉󠄁獄杏寿郎が表紙を飾った。
2021年1月13日号では『劇場版 美少女戦士セーラームーンEternal』の登場人物であるタキシード仮面（地場衛）が裏表紙を飾った。同年4月28日号では『名探偵コナン 緋色の弾丸』の登場人物である赤井秀一と降谷零が表紙を飾った。同年12月24日号では『鬼滅の刃』の登場人物である竈門炭治郎と宇髄天元が裏表紙を飾った。
2022年2月2日号増刊では『劇場版 呪術廻戦 0』の登場人物である乙骨憂太と夏油傑が表紙を飾った。同年4月20日号では『名探偵コナン ハロウィンの花嫁』の登場人物である安室透が表表紙を、降谷零と警察学校時代の同期の4人が裏表紙を飾った。同年5月25日号では『SPY×FAMILY』の登場人物であるロイド・フォージャーが裏表紙を飾った。同年8月31日号増刊では『ONE PIECE FILM RED』の登場人物である赤髪のシャンクスが表紙を飾った。同年9月14日号増刊では『ちいかわ』の登場キャラクターである「ちいかわ」「ハチワレ」「うさぎ」が表紙を飾った。同年10月12日号増刊ではバーチャルYouTuberの葛葉と渋谷ハルが表紙を飾った。同年11月16日号増刊では『チェンソーマン』の登場人物である早川アキが表紙を飾った。同年11月23日号では『SPY×FAMILY』の登場人物であるロイド・フォージャーが表表紙を、アーニャが裏表紙を飾った。
2023年4月12日号増刊ではぢゅの原作のキャラクターブランド『mofusand』のキャラクターが表紙を飾った。同月19日号では『名探偵コナン 黒鉄の魚影』の登場人物であるシェリー（灰原哀）とベルモットが表表紙を、バーボンとライとジンが裏表紙を飾った。同年5月17日号増刊から6月7日号増刊までは『アイドリッシュセブン』の登場人物であるIDOLiSH7、TRIGGER、Re:vale、ŹOOĻが順に表紙を飾った。6月14日号では『劇場場 美少女戦士セーラームーンCosmos』の登場人物であるスリーライツが裏表紙を飾った。7月5日号では『美少女戦士セーラームーンCosmos』の登場人物であるエターナルセーラームーン（月野うさぎ）が裏表紙を飾った。9月6日号増刊では『呪術廻戦』の登場人物である五条悟が表紙を飾った。同月27日号増刊では『ひろがるスカイ!プリキュア』の登場人物であるキュアスカイとキュアプリズム、『ふたりはプリキュアMax Heart』の登場人物であるキュアブラック、『Yes!プリキュア5GoGo!』の登場人物であるキュアドリームが表紙を飾った。
2024年1月24号では『劇場版 SPY×FAMILY CODE: White』の登場人物であるアーニャとボンドが表表紙を、ロイドとヨルが裏表紙を飾った。2月7日号では『呪術廻戦』の登場人物である伏黒恵が表紙を飾った。3月6日号では『劇場場ハイキュー‼︎ ゴミ捨て場の決戦』の登場人物である日向翔陽と影山飛雄が表表紙を、孤爪研磨と黒尾鉄朗が裏表紙を飾った。4月24日号では『名探偵コナン 100万ドルの五稜星』の登場人物である工藤新一と黒羽快斗が表表紙を、服部平次と遠山和葉が裏表紙を飾った。5月1日号では『劇場版ブルーロック -EPISODE 凪-』の登場人物である凪誠士郎が表紙を飾った。同月5月22日号では、『鬼滅の刃』の登場人物の竈門炭治郎、時透無一郎、甘露寺蜜璃が表紙を飾った。6月12日号では『怪獣8号』の登場人物である日比野カフカと市川レノが表表紙を、保科宗四郎が裏表紙を飾った。同月6月19日号では『怪獣8号』の登場人物である亜白ミナと四ノ宮キコルが表紙を飾った。同月6月26日号では、『カードキャプターさくら』の登場人物の木之本桜が表紙を飾った。7月31日号では、『推しの子』の登場人物のアクアが表紙を飾った。11月6日号では、『ダンダダン』の登場人物のオカルンが表紙を飾った。11月20日号では、『鬼太郎誕生 ゲゲゲの謎』の登場人物の鬼太郎の父と水木が表紙を飾った。12月25日号では、『忍たま乱太郎』の登場人物の土井半助が表紙を飾った。
2025年2月5日号増刊では『SAKAMOTO DAYS』の登場人物の坂本太郎、朝倉シン、南雲が表紙を飾った。同月2月12日号では『ベルサイユのばら』の登場人物であるオスカルとアンドレが表表紙を、マリー・アントワネットとフェルゼンが裏表紙を飾った。4月30日号では『名探偵コナン 隻眼の残像』の登場人物である毛利小五郎と妃英理が表表紙を、大和敢助と諸伏高明が裏表紙を飾った。6月11日号では『WIND BREAKER』の登場人物である桜遥、楡井秋彦、蘇枋隼飛が裏表紙を飾った。7月16日号では『カラオケ行こ!』の登場人物である飛岡聡実と成田狂児が裏表紙を飾った。
なお、単独での登場でなければ、2012年3月7日号にて福山雅治と共に、アニメ『ドラえもん』『映画ドラえもん 新・のび太と鉄人兵団 〜はばたけ 天使たち〜』の登場人物である福山雅秋が表紙を飾ったことがある。

## 重版がかかった号
2024年10月9日号（2416号）時点で、以下の17号が重版された（週刊誌で重版は極めて異例とされる）。
| 号数   | 日号             | 表紙               | 出典              |
| ------ | ---------------- | ------------------ | ----------------- |
| 1693号 | 2010年1月27日号  | 櫻井翔             | [ 81 ]            |
| 2103号 | 2018年5月30日号  | King & Prince      | [ 81 ]            |
| 2145号 | 2019年4月3日号   | SixTONES           | [ 81 ]            |
| 2157号 | 2019年7月3日号   | Snow Man           | [ 81 ]            |
| 2165号 | 2019年9月4日号   | 中島健人・菊池風磨 | [ 81 ]            |
| 2180号 | 2019年12月18日号 | SixTONES           | [ 81 ]            |
| 2191号 | 2020年3月11日号  | King & Prince      | [ 82 ] [ 注釈 2 ] |
| 2199号 | 2020年5月13日号  | Travis Japan       | [ 83 ]            |
| 2213号 | 2020年8月26日号  | 渡辺翔太           | [ 84 ] [ 注釈 3 ] |
| 2236号 | 2021年2月3日号   | 玉森裕太           | [ 85 ]            |
| 2237号 | 2021年2月10日号  | 松村北斗           | [ 86 ]            |
| 2243号 | 2021年3月24日号  | 目黒蓮             | [ 87 ]            |
| 2268号 | 2021年10月6日号  | 深澤辰哉           | [ 88 ]            |
| 2303号 | 2022年6月22日号  | BTS                | [ 89 ]            |
| 2332号 | 2023年1月25日号  | 永瀬廉             | [ 90 ]            |
| 2406号 | 2024年7月17日号  | 稲葉浩志           | [ 91 ]            |
| 2416号 | 2024年10月9日号  | キヨ(ゲーム実況者) | [ 注釈 4 ]        |
| 2438号 | 2025年3月19日号  | timelesz           | [ 92 ]            |

## 誌面

### 好きな男・嫌いな男ランキング
好きな男・嫌いな男ランキングは、2009年まで毎年an・anによる独自のアンケートによって好きな男、嫌いな男をランキングする雑誌の人気企画。
毎年、「好きな男・嫌いな男ランキング」（他社が出版する複数の雑誌の、同様のランキングとは、上位芸能人の結果が異なることが多い）を発表しており、男性からの認知度も高い。また「好きな女・嫌いな女ランキング」も発表している。

### SEX特集
毎年、8月第1週号に「SEX特集」と呼ばれる、女性週刊誌では珍しい「性行為」に関する特集を組む。過去にはAV女優の原紗央莉による「Girl's pleasure」の"官能ビデオ"DVD（2009年）、「袋とじ企画」やSEXアンケートや官能小説や避妊、性感染症に纏わる記事を特集する。ただし、その過激な内容に賛否両論の声が上がっている。

### マンガ大賞
2010年より開始された企画で、毎回1作品を大賞として選出している。
| 回（年）          | 大賞作品（作者）                           | ノミネート作品（作者） | ノミネート作品（作者） |
| ----------------- | ------------------------------------------ | --- | --- |
| 第1回 （2010年）  | 大奥（よしながふみ）                       | 2位 聖☆おにいさん（中村光） 3位 海月姫（東村アキコ） 4位 関根君の恋（河内遥） 5位 君に届け（椎名軽穂）                                               | ノミネート ストロボ・エッジ（咲坂伊緒） きょうの猫村さん（ほしよりこ） 町でうわさの天狗の子（岩本ナオ） 午前3時の危険地帯（ねむようこ） バクマン。（大場つぐみ、小畑健） |
| 第2回 （2011年）  | 失恋ショコラティエ（水城せとな）           | 準大賞 溺れるナイフ（ジョージ朝倉） 町でうわさの天狗の子（岩本ナオ） ストロボ・エッジ（咲坂伊緒） 坂道のアポロン（小玉ユキ）                         | 準大賞 溺れるナイフ（ジョージ朝倉） 町でうわさの天狗の子（岩本ナオ） ストロボ・エッジ（咲坂伊緒） 坂道のアポロン（小玉ユキ）                                             |
| 第3回 （2012年）  | 関口君の恋（河内遥）                       | 準大賞 にこたま（渡辺ペコ） つなぐと星座になるように（雁須磨子） アオハライド（咲坂伊緒） さんすくみ（絹田村子）                                     | 準大賞 にこたま（渡辺ペコ） つなぐと星座になるように（雁須磨子） アオハライド（咲坂伊緒） さんすくみ（絹田村子）                                                         |
| 第4回 （2013年）  | きょうは会社休みます。（藤村真理）         | 準大賞 俺物語!!（河原和音、アルコ） ぴんとこな（嶋木あこ）                                                                                           | 審査員オススメ賞 脳内ポイズンベリー（水城せとな） 本屋の森のあかり（磯谷友紀） シックス ハーフ（池谷理香子） 相羽奈美の犬（松田洋子）                                    |
| 第5回 （2014年）  | 銀盤騎士（小川彌生）                       | 準大賞 高台家の人々（森本梢子） ホリミヤ（HERO） かくかくしかじか（東村アキコ） 逃げるは恥だが役に立つ（海野つなみ）                                 | 準大賞 高台家の人々（森本梢子） ホリミヤ（HERO） かくかくしかじか（東村アキコ） 逃げるは恥だが役に立つ（海野つなみ）                                                     |
| 第6回 （2015年）  | 東京タラレバ娘（東村アキコ）               | 準大賞 アヤメくんののんびり肉食日誌（町麻衣） こいいじ（志村貴子） 高台家の人々（森本梢子） ハコイリのムスメ（池谷理香子）                           | 準大賞 アヤメくんののんびり肉食日誌（町麻衣） こいいじ（志村貴子） 高台家の人々（森本梢子） ハコイリのムスメ（池谷理香子）                                               |
| 第7回 （2016年）  | 中学聖日記（かわかみじゅんこ）             | （発表されていない） | （発表されていない） |
| 第8回 （2017年）  | 凪のお暇（コナリミサト）                   | 準大賞 素敵な彼氏（河原和音） アレンとドラン（麻生みこと） 1122（渡辺ペコ） 僕と君の大切な話（ろびこ）                                               | 準大賞 素敵な彼氏（河原和音） アレンとドラン（麻生みこと） 1122（渡辺ペコ） 僕と君の大切な話（ろびこ）                                                                   |
| 第9回 （2018年）  | セクシー田中さん（芦原妃名子）             | 準大賞 リクエストをよろしく（河内遙） 虹、甘えてよ。（青木琴美） 花野井くんと恋の病（森野萌）                                                        | 準大賞 リクエストをよろしく（河内遙） 虹、甘えてよ。（青木琴美） 花野井くんと恋の病（森野萌）                                                                            |
| 第10回 （2019年） | やまとは恋のまほろば（浜谷みお）           | 準大賞 自転車屋さんの高橋くん（松虫あられ） 君に届け番外編－運命の人－（椎名軽穂） カカフカカ（石田拓実） 忍恋（鈴木ジュリエッタ）                   | 準大賞 自転車屋さんの高橋くん（松虫あられ） 君に届け番外編－運命の人－（椎名軽穂） カカフカカ（石田拓実） 忍恋（鈴木ジュリエッタ）                                       |
| 第11回 （2020年） | ゆびさきと恋々（森下suu）                  | 準大賞 私の町の千葉くんは。（おかもととかさ） 消えた初恋（アルコ）                                                                                   | 準大賞 私の町の千葉くんは。（おかもととかさ） 消えた初恋（アルコ） |
| 第12回 （2021年） | 恋するMOON DOG（山田南平）                 | 準大賞 海が走るエンドロール（たらちねジョン） うるわしの宵の月（やまもり三香） 青の花 器の森（小玉ユキ） 太陽よりも眩しい星（河原和音）              | 準大賞 海が走るエンドロール（たらちねジョン） うるわしの宵の月（やまもり三香） 青の花 器の森（小玉ユキ） 太陽よりも眩しい星（河原和音）                                  |
| 第13回 （2022年） | 山田くんとLv999の恋をする（ましろ）        | 準大賞 こっち向いてよ向井くん（ねむようこ） うるわしの宵の月（やまもり三香） 正反対な君と僕（阿賀沢紅茶） 私のジャンルに『神』がいます（真田つづる） | 準大賞 こっち向いてよ向井くん（ねむようこ） うるわしの宵の月（やまもり三香） 正反対な君と僕（阿賀沢紅茶） 私のジャンルに『神』がいます（真田つづる）                     |
| 第14回 （2023年） | 太陽よりも眩しい星（河原和音）             | 準大賞 キラキラとギラギラ（嵐田佐和子） ややこしい蜜柑たち（雁須磨子） 推しに甘噛み（鈴木ジュリエッタ） 寿々木君のていねいな生活（ふじもとゆうき）   | 準大賞 キラキラとギラギラ（嵐田佐和子） ややこしい蜜柑たち（雁須磨子） 推しに甘噛み（鈴木ジュリエッタ） 寿々木君のていねいな生活（ふじもとゆうき）                       |
| 第15回 （2024年） | 寿々木君のていねいな生活（ふじもとゆうき） | 準大賞 非合法ロマンス（松田奈緒子） まめとむぎ（谷口菜津子） ただの飯フレです（さのさくら） おじ転生〜悪役令嬢の加齢なる生活〜（相葉キョウコ）       | 準大賞 非合法ロマンス（松田奈緒子） まめとむぎ（谷口菜津子） ただの飯フレです（さのさくら） おじ転生〜悪役令嬢の加齢なる生活〜（相葉キョウコ）                           |

## 同誌に登場した主なモデル
- 立川ユリ
- 秋川リサ
- 山口小夜子
- 久保京子
- くればやし美子
- 林マヤ
- 甲田益也子
- 中川比佐子
- 藤井春日
- 雅子
- 市川実和子
- 江角マキコ
- 加藤幸子
- 住谷念美
- 近田まりこ
- 小雪

## 同誌で活躍したその他人物
- 吉田弘 （編集長）
- 淀川美代子
- 木滑良久
- 甘粕章
- 原由美子 （ファッションスタイリスト）
- 堀内誠一 （エディトリアルデザイナー）
- 新谷雅弘 （アートディレクター）
- 川久保玲 （ファッションデザイナー）
- 金子功 （ファッションデザイナー）
- 高田賢三 （ファッションデザイナー）
- ユミ・シャロー （ファッションデザイナー）
- 三宅菊子 （ライター）
- 横尾忠則 （ディレクター）
- 宇野亜喜良
- 立木義浩
- 立木三朗
- 加藤和彦
- 澁澤龍彦
- The Beatles
- 大橋歩
- 長沢節